# Kurt Luedtke
Kurt Luedtke (Grand Rapids, 28 de setembro de 1939 – Royal Oak, 9 de agosto de 2020) foi um autor e roteirista estadunidense. Ficou conhecido por seu trabalho em Entre Dois Amores (1985), pelo qual ganhou o Oscar de Melhor Roteiro Adaptado, além de Ausência de Malícia (1981) e Destinos Cruzados (1999). Todos os três filmes foram dirigidos por Sydney Pollack.
Morreu no dia 9 de agosto de 2020 em Royal Oak, aos 80 anos.